# Donaudampfschiffahrtselektrizitätenhauptbetriebswerkbauunterbeamtengesellschaft
Donaudampfschiffahrtselektrizitätenhauptbetriebswerkbauunterbeamtengesellschaft este un cuvânt care a apărut în diferite ediții ale cărții recordurilor cu o lungime de 79 de litere și este cel mai lung cuvânt publicat în limba germană. Conform reformei ortografice din 1996, cuvântul trebuie scris cu trei consoane 'f' ("-schifffahrt-") consecutive, ajungând astfel la o lungime de 80 de litere.
În traducere, cuvântul înseamnă: Societatea funcționarilor de rang inferior din centrala electrică principală a șantierului naval pentru navigație cu vapoare cu abur pe Dunăre.